# Johnston Heights
Le Johnston Heights sono un gruppo di vette coperte di neve, alte fino a 3.220 m, che formano lo spigolo sudorientale dell'Otway Massif nelle Grosvenor Mountains, catena montuosa che fa parte dei Monti della Regina Maud, in Antartide. 
Furono mappate dall'United States Geological Survey sulla base di ispezioni in loco e di fotografie aeree prese dalla U.S. Navy nel periodo 1959-63.
La denominazione è stata assegnata dal Comitato consultivo dei nomi antartici in onore di David P. Johnston, componente del gruppo geologico del Programma Antartico degli Stati Uniti d'America che effettuò studi in quella zona nella stagione 1967-68.